# Michael Werner (Künstler)
Michael Werner (* 1961 in München) ist ein deutscher Künstler, der in Maxhütte-Haidhof wohnt. Er stellt Kunstweltrekorde auf.

## Leben
Von 1973 bis 1981 besuchte Michael Werner das musische Pestalozzi-Gymnasium München, das seine künstlerische Laufbahn förderte. Bekannt wurde Werner in den folgenden Jahren vor allem durch spektakuläre Kunstaktionen.

## Werk

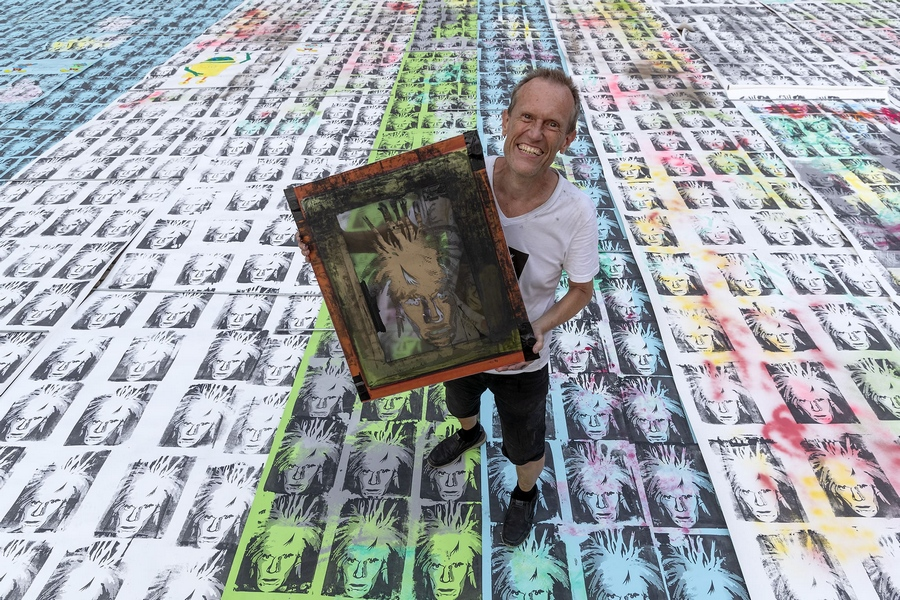
Konzeptkünstler Michael Werner erstellte 1002 Warhols in 10 Stunden – Weltrekord

Beim Fest der Bayern in Regensburg bedruckte Werner am 22. Juli 2000 auf der Maximilianstraße eine über 1000 Meter lange Aluminiumfolie mit einem BMW, bei dem zuvor ein Reifen mit blauer Farbe präpariert worden war. Er stellte damit einen Rekord des Künstlers Robert Rauschenberg ein, der auf diese Weise im Jahr 1951 fünfzig aneinandergeklebte Blätter Papier bedruckt hatte.
Ebenfalls in Regensburg stellte Werner 2023 mit über 1000 Andy-Warhol-Porträts einen weiteren Weltrekord auf. Der Künstler produzierte dabei in einer zehnstündigen Performance exakt 1002 Abbilder der Pop-Art Ikone Andy Warhol und sorgte damit für Aufsehen. In der Regensburger Altstadt entstand das größte Serienportrait aller Zeiten auf über 150 m² Fläche. Der Oberpfälzer Künstler hat seine Porträts im Stile Warhols im Siebdruck-Verfahren geschaffen.

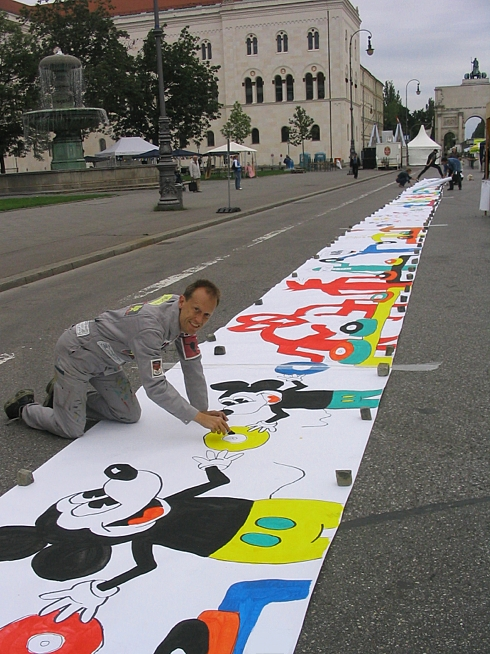
Michael Werner malte in München ein 160 Meter langes Bild mit Keith Haring-Figuren

In Berlin malte Werner beim Festival 48 Stunden Neukölln mit 1048 Bananen das größte Bananenbild der Welt.
Beim Streetlife-Festival in München erstellt Werner in 26 Stunden und 30 Minuten nonstop ein 160 Meter langes Bild mit Keith-Haring-Figuren und übertraf dessen Bestmarke aus dem Jahr 1989 (Chicago) um acht Meter.
Internationale Beachtung fand Werners Kunstaktion zur EU-Erweiterung, bei der Menschen in 44 Ländern gleichzeitig 10.000 Schirme öffneten und damit Christo übertrafen, der 1991 in Amerika und Asien 3.100 Schirme öffnen ließ. Beim III. Internationalen Kunstfestival in Magdeburg sprayte Werner 1001 Colaflaschen auf eine Brücke und übertraf damit Andy Warhol. Werner bemalte beim Tunnelartfestival 2002 in Tübingen nonstop in 30 Stunden einen 220 Meter langen Tunnel mit unzähligen Picasso-Stierköpfen.